# Chlidonias
Chlidonias, es un género de aves Charadriiformes de la familia de los estérnidos, tiene 4 especies reconocidas científicamente y 1 especie sinónimo. Se encuentran típicamente en los pantanos de agua dulce, en zonas costeras.

## Especies
- Chlidonias albostriatus (Grey, 1845)[2]
- Chlidonias hybrida (Pallas, 1811)[3]
- Chlidonias leucopterus (Temminck, 1815)[4]
- Chlidonias niger (Linnaeus, 1758)[5]

## Sinónimos
- Chlidonias hybridus (Pallas, 1811)[6]